# Hemisphärensyndrom
Das Hemisphärensyndrom (oder Hemisyndrom) entsteht bei einer ausgedehnten Schädigung einer Großhirnhemisphäre und eventuell zusätzlich der tiefer gelegenen Basalganglien und des zum Zwischenhirn gehörigen Thalamus. Es verbindet neurologische Defizite, die in der Regel eine (nämlich die gegenüberliegende) Körperseite betreffen. Typische Krankheitszeichen sind die Halbseitenlähmung (Hemiparese bzw. Hemiplegie), halbseitige Sensibilitätsstörungen, Hemichorea bzw. -ballismus, halbseitige Spastik und/oder Hemianopsie sowie forcierte Blickwendung („Herdblick“, Déviation conjuguée) oder Blickparesen. Bei den oft in Kombination auftretenden neuropsychologischen Ausfallphänomenen bezieht sich die Hemisymptomatik auf das gegenüberliegende Raumsegment. Hier kommen – vor allem bei Läsion der nichtsprachdominanten Hemisphäre – Agnosien bis hin zum (Hemi-)Neglekt; bei Schädigung der sprachdominanten Hemisphäre Aphasien und Apraxie vor.
Ein akutes Hemisphärensyndrom entsteht regelhaft bei großräumigen Hirnblutungen oder Hirninfarkten durch Verschluss zentraler hirnversorgender Blutgefäße, das ist meist die Arteria carotis interna oder die Arteria cerebri media beziehungsweise einer ihrer Äste.
In Gegensatz dazu entsteht bei Hirnstammläsionen eine „gekreuzte“ Symptomatik mit unterschiedlichen Ausfallerscheinungen auf beiden Körperseiten und zusätzlichen Hirnnervenausfällen (Hirnstammsyndrome, zum Beispiel Wallenberg-Syndrom, Benedikt-Syndrom, Weber-Syndrom).